# Christina McKelvie

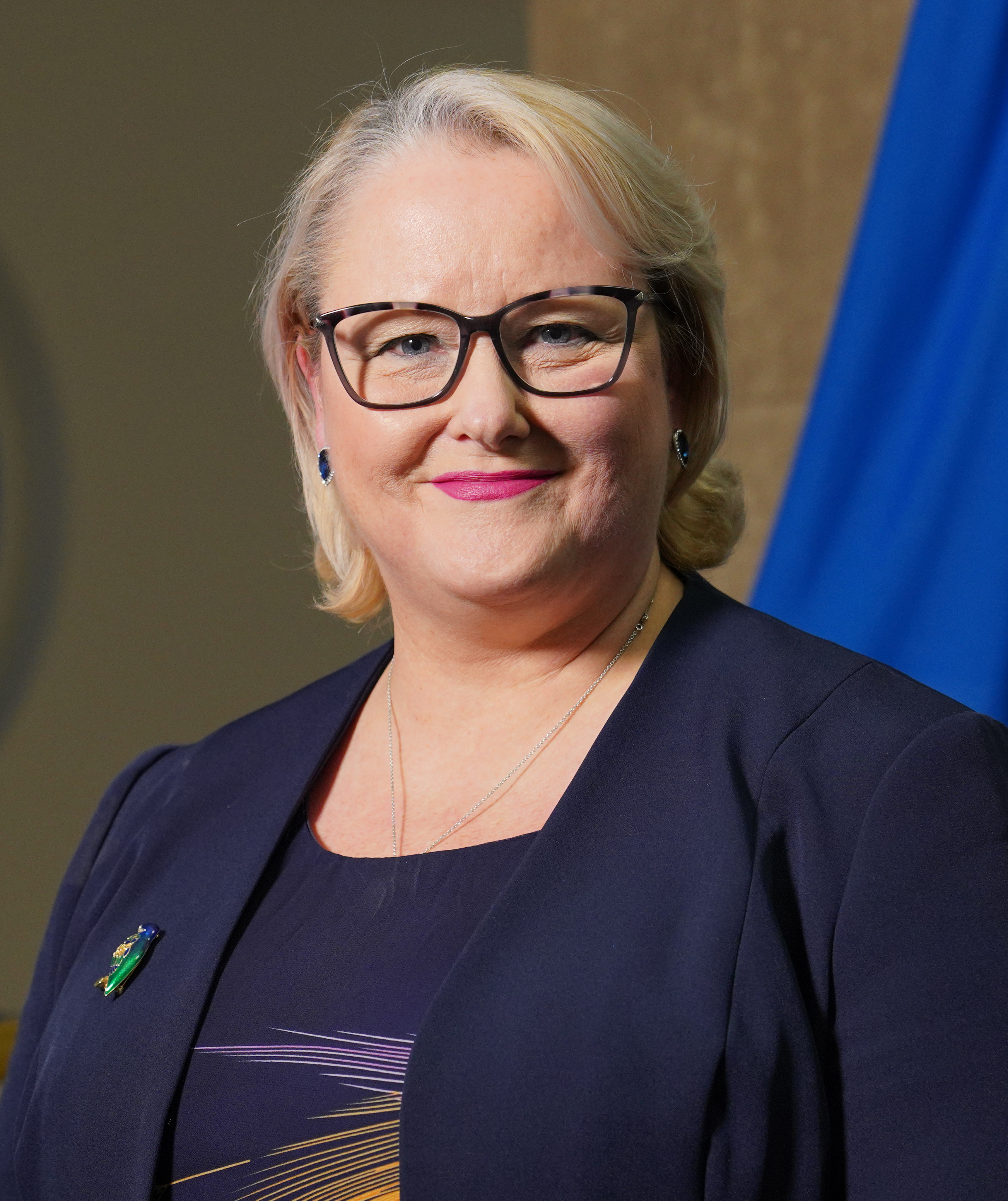
Christina McKelvie (2023)

Christina McKelvie (* 4. März 1968 in Glasgow; † 27. März 2025 ebenda) war eine britische Politikerin, Mitglied der Scottish National Party (SNP) und Abgeordnete im Schottischen Parlament.

## Privatleben
McKelvie besuchte die St Leonards Secondary School, das Anniesland College, das Cardonald College, das Nautical College sowie die Universität St Andrews. Sie war Mutter zweier Söhne. Christina McKelvie starb im März 2025 im Alter von 57 Jahren in Glasgow an den Folgen einer Brustkrebserkrankung.

## Politischer Werdegang
Erstmals trat McKelvie bei den Schottischen Parlamentswahlen 2007 als Kandidatin der SNP für den Wahlkreis Hamilton South an. Ursprünglich war hierfür John Wilson vorgesehen, der bereits zu den Parlamentswahlen 2003 für diesen Wahlkreis kandidierte, aber zu ihren Gunsten davon zurücktrat. McKelvie konnte sich nicht gegen den Labour-Kandidaten Tom McCabe durchsetzen. Da McKelvie jedoch auf der Regionalwahlliste der SNP für die Wahlregion Central Scotland den fünften Rang einnahm, gehörte sie zu den fünf Abgeordneten der SNP, die für Central Scotland in das Parlament einzogen.
Im Zuge der Wahlkreisreform 2011 wurde der Wahlkreis Hamilton South abgeschafft und McKelvie kandidierte zu den Parlamentswahlen 2011 für den neugeschaffenen Wahlkreis Hamilton, Larkhall and Stonehouse. Sie gewann das Direktmandat vor Tom McCabe und zog ein zweites Mal in das Parlament ein. Bei den Parlamentswahlen 2016 verteidigte McKelvie ihr Direktmandat.
In den Kabinetten Sturgeon II, Sturgeon III, Yousaf und Swinney war sie parlamentarische Staatssekretärin (in Schottland: Minister) für Gleichstellungsfragen (2016 bis 2023), Kultur, Europa und internationale Entwicklung (2023) und Drogen und Alkoholfragen (2024). Sie trat aus gesundheitlichen Gründen im Sommer 2024 von diesem Amt zurück.